# Eucalyptus portuensis
Eucalyptus portuensis là một loài thực vật có hoa trong Họ Đào kim nương. Loài này được K.D.Hill mô tả khoa học đầu tiên năm 1999.